# Дрессел, Калеб
Калеб Ремел Дрессел (англ. Caeleb Remel Dressel; род. 16 августа 1996, Ориндж-Парк, Флорида) — американский пловец, 9-кратный олимпийский чемпион (в том числе трижды — на личных дистанциях), 15-кратный чемпион мира, 6-кратный чемпион мира на короткой воде. Специализируется на дистанциях 50 и 100 метров вольным стилем и баттерфляем. Один из 7 спортсменов в истории, выигравших за карьеру не менее 9 золотых олимпийских наград.

## Карьера
Обладатель четырех действующих рекордов мира:
- Бассейн 50 метров
  - 100 метров баттерфляем (49,45)
  - в составе сборной США в смешанной комбинированной эстафете 4×100 метров (3:26.78);
- Бассейн 25 метров
  - 100 метров комплексным плаванием (49,28);
  - в составе сборной США в эстафете 4×50 метров вольным стилем (1:21,80);

Кроме того, Дресселу принадлежат рекорды США на дистанциях 50 и 100 метров вольным стилем, а также на дистанции 50 метров баттерфляем.
На чемпионате мира 2019 года в корейском Кванджу 22 июля завоевал золотые медали на дистанциях 50 метров баттерфляем и 50 метров вольным стилем, установив рекорды чемпионатов мира. Через несколько дней одержал победу и на дистанции 100 метров вольным стилем. На этом чемпионате американец также установил новый мировой рекорд на дистанции 100 метров баттерфляем, побив десятилетний рекорд, который ранее принадлежал Майклу Фелпсу.
На Олимпийских играх в Токио, проходивших в 2021 году, Дрессел завоевал 5 золотых наград: на дистанциях 50 и 100 метров вольным стилем, 100 метров баттерфляем, эстафете 4×100 метров вольным стилем и комбинированной эстафете 4×100 метров. Дрессел стал самым успешным спортсменом на Играх 2020 года во всех видах спорта (4 золота было на счету австралийской пловчихи Эммы Маккеон).
На Олимпийских играх 2024 года в Париже Дрессел выиграл золото в эстафете 4×100 метров вольным стилем и смешанной комбинированной эстафете 4×100 метров. Дрессел мог стать вторым спортсменом в истории после Майкла Фелпса, выигравшим 10 золотых олимпийских медалей, но в комбинированной эстафете 4×100 метров сборная США проиграла команде Китая (ранее американцы никогда не проигрывали в комбинированной эстафете на Олимпийских играх).

### Результаты на Олимпийских играх
| Дистанция                                  | 2016 | 2020 | 2024 |
| ------------------------------------------ | ---- | ---- | ---- |
| 50 метров вольный стиль                    | —    | 1    | 6    |
| 100 метров вольный стиль                   | 6    | 1    | —    |
| 100 метров баттерфляй                      | —    | 1    | 13   |
| Эстафета 4×100 м вольный стиль             | 1    | 1    | 1    |
| Комбинированная эстафета 4×100 м           | 1    | 1    | 2    |
| Смешанная комбинированная эстафета 4×100 м | н/д  | 5    | 1    |